# 盖喉兰
盖喉兰（学名：Smitinandia micrantha）为兰科盖喉兰属下的一个种。